# W33
Pour les articles homonymes, voir W33 (homonymie).
 (décembre 2018).
Si vous disposez d'ouvrages ou d'articles de référence ou si vous connaissez des sites web de qualité traitant du thème abordé ici, merci de compléter l'article en donnant les références utiles à sa vérifiabilité et en les liant à la section « Notes et références ».

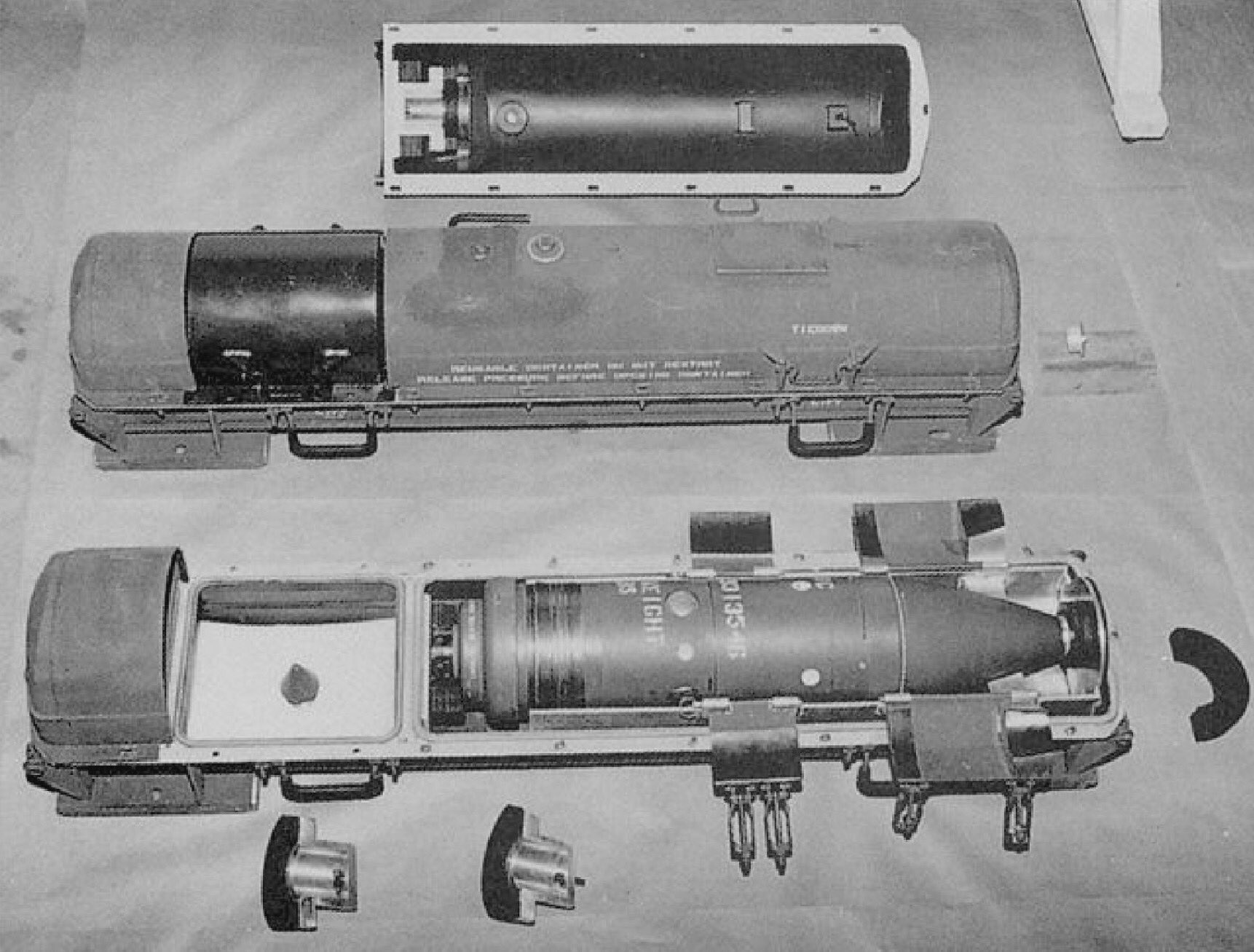
Un obus W33 dans son container de stockage.

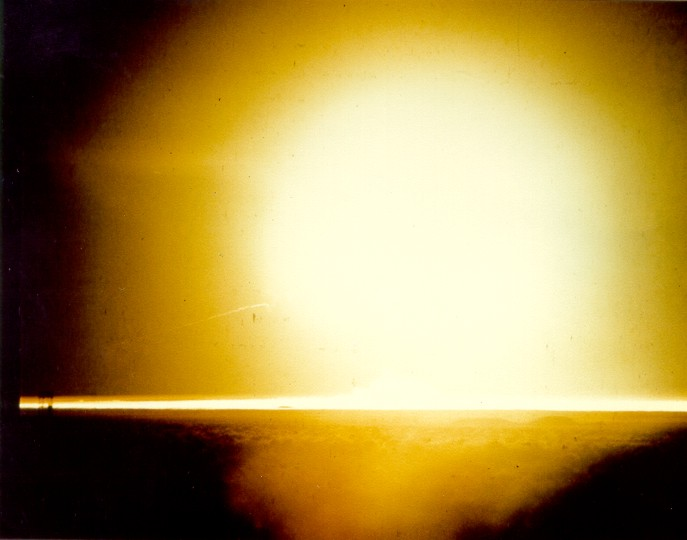
Essai du 8 septembre 1957.

La W33 était un obus atomique américain de 110 kg d'une puissance de 5 a 10 kilotonnes tiré depuis un obusier de 8 pouces (203 mm). Produit à 2 000 exemplaires à partir de 1957, son principal vecteur à partir des années 1970 est le M110. Il a été retiré du service en 1992.
L'obus nucléaire W33 a été testé à deux reprises pendant son développement a puissance réduite. Le 8 septembre 1957 lors de l'Opération Plumbbob avec une puissance d'une kt et le 12 mai 1962 lors de l'Opération Nougat avec un rendement de 40 kilotonnes de TNT.
Avec le tir unique de l'obus W9 en 1953 et en considérant que Little Boy fait appel aux mêmes principes, ces quatre essais constituent les seuls essais connus d'armes atomiques du type insertion. 